# Elektronika Praktyczna
„Elektronika Praktyczna” – polski miesięcznik specjalistyczny  wydawany od 1993 roku przez Wydawnictwo AVT.

## Tematyka
„Elektronika Praktyczna” poświęcona jest zagadnieniom współczesnej elektroniki. Periodyk obejmuje szeroki zakres tematyczny, prezentując informacje na temat najnowszych komponentów elektronicznych, urządzeń o różnorodnym zastosowaniu, oprogramowania oraz systemów automatyki i mechatroniki wykorzystywanych w przemyśle. Czasopismo skierowane jest głównie do konstruktorów i specjalistów, których działalność zawodowa lub zaawansowane zainteresowania wymagają znajomości najnowszych trendów oraz stosowania innowacyjnych rozwiązań w tej dziedzinie .

## Specyfikacja czasopisma
Nakład miesięczny „Elektroniki Praktycznej” (stan na marzec 2025) wynosi 29 tys. egzemplarzy. Format pojedynczego zeszytu – 210×290 mm, a objętość – około 120 stron. Periodyk jest dystrybuowany w formie papierowej i elektronicznej – w prenumeracie lub jako pojedyncze numery . Periodyk ma zaplecze merytoryczne w postaci dodatkowych plików multimedialnych  oraz strony WWW z dostępem do archiwum numerów .
Dla prenumeratorów miesięcznika wydawca do każdego numeru „Elektroniki Praktycznej” dołączał płytę DVD pt. „Niezbędnik Elektronika”. Od numeru 05/2020 czasopismo ukazuje się bez tego dodatku .

## Redaktorzy naczelni
- Wiesław Marciniak: 1993–8/2020[5]
- Damian Sosnowski: 9/2020[6]–12/2023[7]
- Przemysław Musz: 1/2024[8] –